# AN/SPS-67
AN/SPS-67は、アメリカ合衆国のノルデン（現在のノースロップ・グラマン）社が開発した2次元レーダー。アメリカ海軍において対水上捜索用レーダーとして広く配備されており、高精度の水上捜索能力を持つほか、限定的ながら低空警戒/目標追尾能力を有する。
AN/SPS-67は、AN/SPS-10の後継として開発されており、いわばそのソリッドステート版となっているため、初期型では共通のアンテナを使用していた。マグネトロンはAN/SPS-55と共通化されている。本機は、将来レーダー用として策定された共通電子モジュール（SEM）を導入した初のレーダーであり、平均故障間隔（MTBF）は、SPS-10の150時間から600時間に延伸された。
雨天や海面の波への電波反射（sea clutter）に対しても高い精度を発揮し、海面に浮くブイも探知可能である。

## 派生型
AN/SPS-67(V)1
初期型。AN/SPS-10の後継として開発され、AN/SPS-10のアンテナを流用する。
AN/SPS-67(V)2
アンテナをリニアアレイ型の棒状アンテナに換装し、索敵・標的捕捉時の精度を向上させた型。
AN/SPS-67(V)3
デジタル式自動標的検出（ATD：Automatic Target Detection）機能や捜索中追尾（TWS）機能、移動目標識別（MTI）機能を追加された改良型。
アーレイ・バーク級ミサイル駆逐艦にのみ装備される。
AN/SPS-67(V)4
詳細不明。
AN/SPS-67(V)5
-67(V)3の改良型。
商用オフザシェルフ（COTS：Commercial-Off-The-Shelf）を取り入れ、従来型のシンセサイザー拡張モジュールを排して、VME（Versa Module Eurocard）ベースのCOTS方式新型プロセッサーを搭載した、シグナルプロセッサーユニットに換装する。

## 搭載艦艇
アメリカ海軍
- 主力艦
  - アイオワ級戦艦（1980年代に後日装備）
  - ニミッツ級航空母艦
- 巡洋艦
  - カリフォルニア級原子力ミサイル巡洋艦
  - バージニア級原子力ミサイル巡洋艦
- 駆逐艦・フリゲート
  - ノックス級フリゲート[注釈 1]
  - アーレイ・バーク級ミサイル駆逐艦
- 揚陸艦
  - ホイッドビー・アイランド級ドック型揚陸艦
  - ハーパーズ・フェリー級ドック型揚陸艦
  - ワスプ級強襲揚陸艦
- 補給艦
  - サクラメント級高速戦闘支援艦
  - サプライ級高速戦闘支援艦

 オーストラリア海軍
- パース級駆逐艦

 スペイン海軍
- アルバロ・デ・バサン級フリゲート

 ドイツ海軍
- リュッチェンス級駆逐艦[注釈 1]